# Пролог (Љубушки)
Пролог је насељено мјесто у Босни и Херцеговини у општини Љубушки које административно припада Федерацији Босне и Херцеговине. Према попису становништва из 1991. у насељу је живјело 726 становника.

## Становништво
| Националност       | 1991.        | 1981.        | 1971.        |
| Хрвати             | 721 (99,31%) | 721 (99,03%) | 751 (99,73%) |
| Муслимани          | 0            | 0            | 0            |
| Срби               | 0            | 0            | 0            |
| Југословени        | 0            | 5 (0,68%)    | 0            |
| остали и непознато | 5 (0,68%)    | 2 (0,27%)    | 2 (0,26%)    |
| Укупно             | 726          | 728          | 753          |

## Познате личности
- Петар Херцег Томић, надофицир Америчке морнарице одликован Медаљом части